# Гросхеринген
Гросхеринген (нем. Großheringen) — община в Германии, в земле Тюрингия. 
Входит в состав района Веймар. Подчиняется управлению Бад Зульца. Население составляет 700 человек (на 31 декабря 2010 года). Занимает площадь 6,03 км².